# Negro Act
Le Negro Act est une loi de la colonie britannique de Caroline du Sud qui établit, un an après la rébellion de Stono, qu'il est désormais interdit aux esclaves de se déplacer seuls dans la campagne, de s'assembler en groupes, de gagner de l'argent et d'apprendre à lire l'anglais. Elle permet également aux propriétaire d'esclaves de tuer des esclaves rebelles si nécessaire, un dispositif qui existe déjà dans la Virginie voisine.